# بخش کالپوش

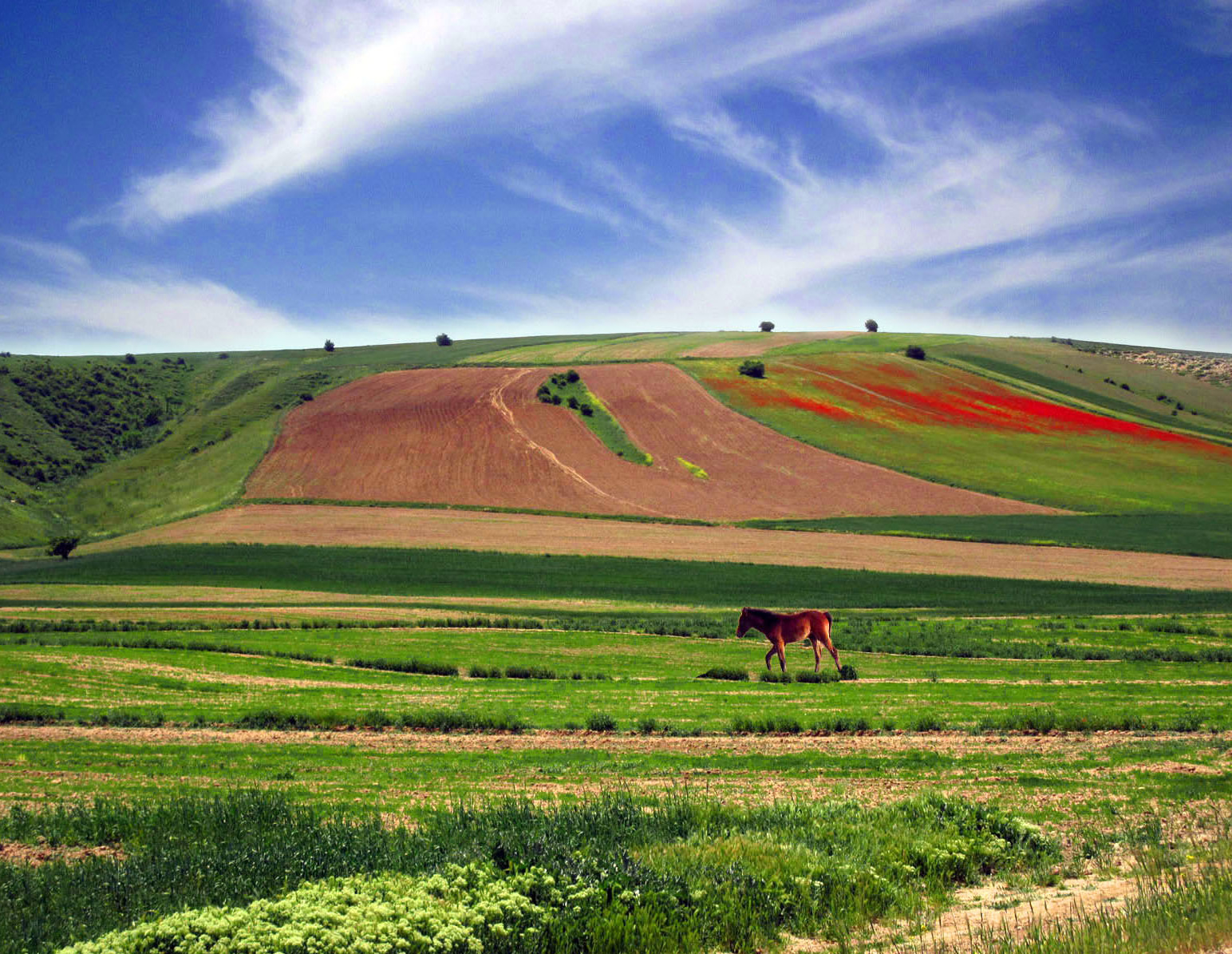
حسین‌آباد کالپوش.

بخش کالپوش بخشی در شهرستان میامی در استان سمنان ایران است. در سرشماری عمومی ۱۳۸۵ این بخش دارای ۱۰٬۳۵۱ نفر جمعیت در ۱٬۷۹۷ خانوار بوده‌است. این بخش دارای یک شهر به نام رضوان و دو دهستان به نام‌های دهستان نردین و دهستان رضوان است.شهر رضوان، مرکز بخش کالپوش میباشد.